# Nights of Horror

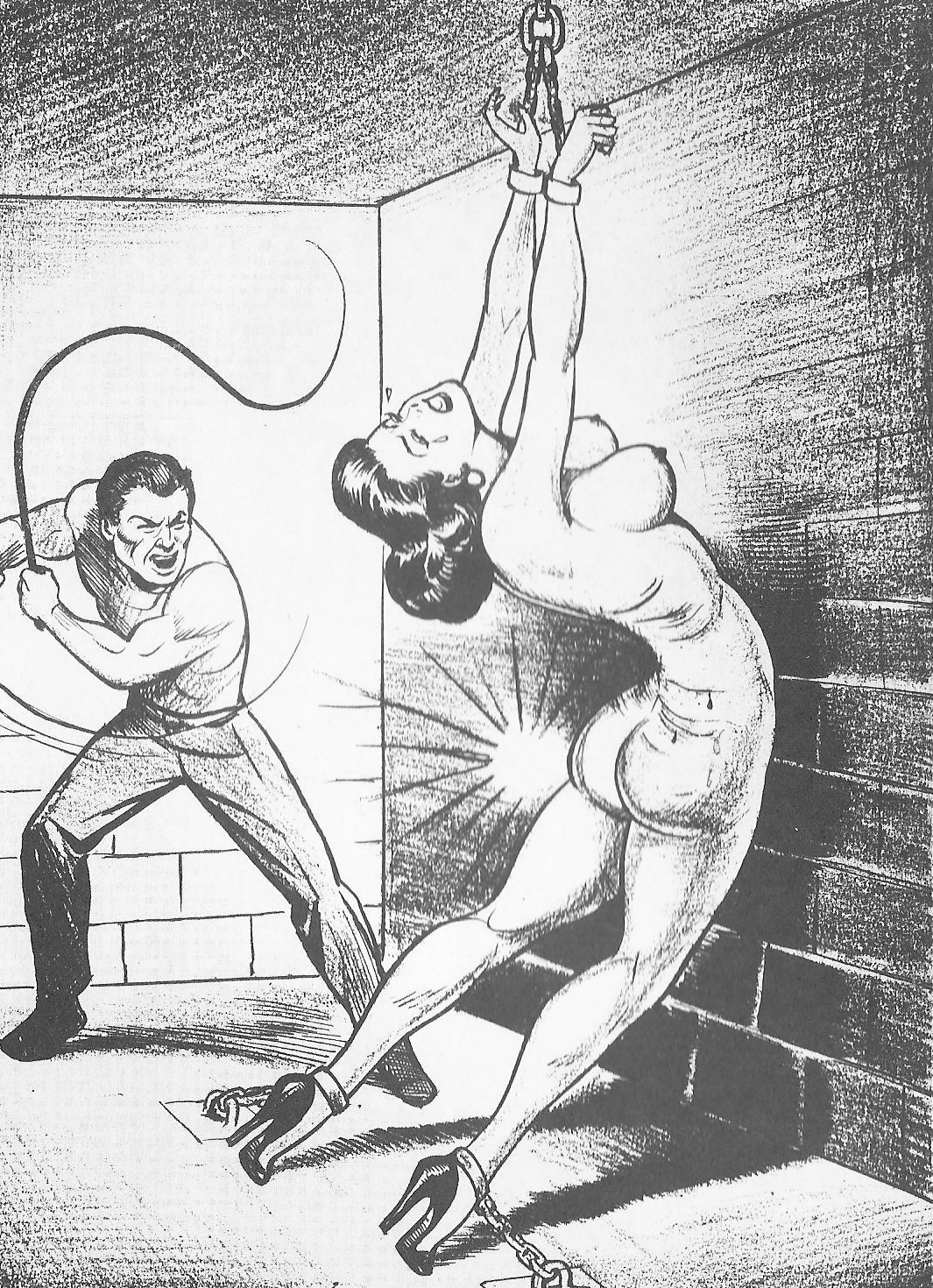
Arte de Joe Shuster para a revista Nights of Horror.

Nights of Horror é uma série americana de quadrinhos eróticos e fetichistas, criada em 1954 pela editora Malcla, com arte do quadrinista Joe Shuster, que também foi um dos criadores originais do Superman. As histórias em quadrinhos foram escritas por um autor sob o pseudônimo de Clancy, que também usou outros pseudônimos em diferentes edições dos livros. As histórias giram em torno de situações envolvendo BDSM, bondage, tortura e escravidão sexual, com homens e mulheres tanto no papel de algozes quanto de vítimas.
A série teve um papel importante na condenação de Jack Koslow, em 1954, durante o julgamento dos Brooklyn Thrill Killers. Os livros foram apreendidos e banidos primeiro pela cidade de Nova York e depois pelo estado de Nova York, por violarem as leis de obscenidade. O caso chegou à Suprema Corte dos Estados Unidos, que decidiu que o banimento não violava os direitos da Primeira Emenda, e manteve o pedido do estado de Nova York para a destruição das cópias de Nights of Horror. O nome de Shuster como ilustrador só veio a público em 2004, quando o autor Gerard Jones revelou essa informação.

## Antecedentes e histórico
Joe Shuster começou a criar histórias e artes em quadrinhos com seu amigo Jerry Siegel no início dos anos 1930, após se tornarem amigos no ensino médio. Eles criaram a primeira versão do Superman, o Homem de Aço para um fanzine chamado Science Fiction.
Em 1933, na terceira edição dessa revista, publicaram The Reign of the Superman, um conto de ficção científica protagonizado por uma versão inicial do personagem, então retratado como um vilão,  um ser humano comum que adquiria superpoderes após o contato com uma rocha alienígena.
Ainda em 1933, após o fim de Science Fiction na quinta edição, a dupla criou The Superman, desta vez no formato de revista em quadrinhos. Nessa nova versão, o personagem já assumia um papel heroico, embora ainda fosse um ser humano sem superpoderes, mais próximo de um aventureiro típico das histórias pulp da época. Frustrado com a rejeição das editoras, Shuster destruiu quase todas as cópias do material. Elementos desse conceito seriam reaproveitados posteriormente na criação de Slam Bradley, personagem que estrearia na primeira edição de Detective Comics, em 1937.
Entre 1934 e 1937, enquanto produziam outras tiras e histórias, Siegel e Shuster desenvolveram a versão definitiva do Superman: um herói de origem alienígena, com superpoderes e um forte senso de justiça.
Após dificuldades para entrar no mercado de quadrinhos, conseguiram vender o personagem para a National Allied Publications (futura DC Comics), que lançou a revista Action Comics em junho de 1938. Shuster e Siegel receberam apenas US$ 130 pela primeira história e pelos direitos autorais de Superman. Infelizmente, Shuster e Siegel receberam menos do que Donenfeld e a DC ganharam com o sucesso do Homem de Aço, variando entre 50% e 90% por história. Shuster também tinha a visão enfraquecida, o que tornava difícil desenhar várias histórias.
Após quase 10 anos desenhando o Superman para a DC, querendo mais controle sobre seu trabalho e com o surgimento de uma guerra moral contra os quadrinhos liderada por senadores, líderes religiosos e o psiquiatra infantil Dr. Fredric Wertham, Shuster e Siegel decidiram processar a DC pelos direitos do Superman e de um personagem menos popular, o Superboy. No julgamento de 1948, os artistas ganharam os direitos do Superboy, mas a DC Comics manteve os direitos do Superman, sob a alegação de que o pagamento inicial de US$ 130 tornava o personagem uma "obra por encomenda". Siegel e Shuster ficaram devastados com a perda, ficando sem emprego e quase falidos. Uma segunda tentativa de criar um super-herói icônico, chamado Funnyman, falhou após apenas três edições.

## Nights of Horror
Falido e lentamente ficando cego, Shuster aceitou um projeto de seu vizinho, um escritor de uma editora chamada Malcla. Seu vizinho "Clancy" era o "Cla" no nome, e o "Mal" era Eugene Maletta, que administrava uma gráfica no porão de uma casa no Queens. O projeto envolvia desenhar a arte para a nova publicação da Malcla, chamada Nights of Horror, uma série baseada em histórias de BDSM, sequestro e tortura. A série apresentava imagens de homens e mulheres em cenas de humilhação, adoração de pés, sangria, bondage, flagelação, lesbianismo, fetichismo por lingerie e sexo interracial, embora tivesse pouca nudez, apenas seios expostos. Tanto homens quanto mulheres eram retratados como torturadores e vítimas.
O livro de bolso teve 16 edições, todas escritas por Clancy sob pseudônimos. Shuster nunca assinou suas ilustrações, mas o trabalho é universalmente atribuído a ele, especialmente quando comparado ao seu trabalho no Superman. Alguns personagens do Nights of Horror até se parecem com os desenhos do Superman, como Lois Lane, Lex Luthor, Jimmy Olsen e até o próprio Clark Kent. Não se sabe se Shuster fez o trabalho apenas pelo dinheiro ou como retaliação por perder os direitos do Superman para a DC, mas, em seu livro Secret Identity: The Fetish Art of Superman's Co-Creator Joe Shuster, Craig Yoe especula que foi provavelmente porque Shuster estava em uma situação financeira desesperadora, e as semelhanças são apenas reflexo de seu estilo de desenho. Em 2004, Gerard Jones revelou que Shuster havia desenhado os livros. Shuster nunca contou a ninguém sobre seu trabalho no Nights of Horror e, portanto, nunca recebeu notoriedade por isso até a descoberta de uma rara cópia por Craig Yoe.

### A Gangue dos Brooklyn Thrill Killers
Nights of Horror desempenhou um papel em um infame julgamento de assassinato e foi parte dos debates sobre leis de obscenidade nos EUA. No verão de 1954, Jack Koslow (18), Melvin "Mel" Mittman (17), Robert "Bobby" Trachtenberg (15) e Jerome "Jerry" Lieberman (17) vagavam pelo Brooklyn, aterrorizando garotas com chicotes que haviam comprado em revistas, espancando mendigos e os queimando. Os quatro adolescentes acabaram espancando um idoso até a morte e foram presos logo após empurrar um homem de um píer no East River para se afogar. Para o público e a imprensa, parecia violência sem sentido, já que nunca roubavam suas vítimas, e ganharam o nome de foram chamados de Brooklyn Thrill Killers (Gangue dos Assassinos por Emoção do Brooklyn).
No julgamento em novembro de 1954, o caso de Trachtenberg foi arquivado porque ele decidiu ser testemunha do estado contra os outros, e o de Lieberman foi descartado por falta de evidências. Koslow e Mittman receberam prisão perpétua sem possibilidade de liberdade.
Quando Jack Koslow foi examinado pelo psiquiatra  Dr. Fredric Wertham (crítico ferrenho dos quadrinhos) para avaliar sua capacidade de ser julgado, Wertham descobriu a fascinação de Koslow por quadrinhos violentos. Os chicotes que os garotos carregavam foram comprados de anúncios em Uncanny Tales ou Journey into Mystery (Koslow não lembrava qual). Ele havia descoberto Nights of Horror, o que o levou a explorar suas fantasias sexuais violentas, realizando espancamentos e chicotadas pelo Brooklyn. Quando Wertham levou uma cópia para a cela de Koslow, ele confirmou que era o que havia lido e admitiu que sentia prazer sexual lendo os livros e encenando algumas das cenas durante seus crimes, fazendo mendigos implorarem e beijarem seus pés enquanto eram espancados. Isso foi usado como evidência para condená-lo.

## Julgamento de Obscenidade
O Dr. Wertham já havia alertado sobre os perigos dos quadrinhos em seu livro Seduction of the Innocent (1954), criticando inclusive Superman, criado por Shuster. Ele afirmou: "Estabelecemos os ingredientes básicos das revistas em quadrinhos mais lidas: violência, sadismo e crueldade." Sem saber, Shuster também havia desenhado o livro que Wertham usaria para atacar a obscenidade. Wertham apresentou ao tribunal que Jack Koslow "se imaginava um Superman... mergulhado em quadrinhos de terror, sua mente cheia de violência, assassinato e crueldade." Ele mostrou um gráfico comparando as atividades da gangue com as cenas de Nights of Horror e pediu a proibição de todo esse tipo de literatura para proteger as crianças. Em 10 de setembro de 1954, o Conselho Corporativo de Nova York entrou com um pedido de liminar para banir a venda de Nights of Horror. O comissário de polícia declarou: "É a opinião informada de oficiais... que há uma relação direta entre os crimes retratados em Nights of Horror e os crimes de sexo e violência que assolam a cidade hoje.
Em 11 de setembro de 1954, Adrian P. Burke obteve uma ordem judicial para que cinco livrarias da Times Square parassem de vender os livros: Kingsley Books Inc, Metropolitan Books, Times Square Bookshop, Pelley Bookshop e Publishers Outlet. Todas tiveram que entregar suas cópias para destruição.
Kingsley Books e Times Square Bookshop apelaram em 1955, argumentando que a proibição violava a Primeira Emenda. O juiz Matthew M. Levy afirmou: "Os livros só oferecem conceitos glorificados de luxúria e concupiscência viciosa, zombam do amor e da virtude, incitam ao crime e à volúpia e excitam desejos lascivos." Ele manteve a proibição, alegando que era "pornografia—sujeira por si só", mas disse que o tribunal não deveria ser um censor ou "queimador de livros"—apenas garantir a segurança pública.

## Kingsley Books, Inc v. Brown
O caso chegou à Suprema Corte dos EUA em 1957. Em uma decisão apertada (5 a 4), a Corte manteve a proibição, afirmando que "nada na Décima Quarta Emenda impede um estado de proteger seu povo da disseminação de pornografia." O juiz Felix Frankfurter disse que os estados podiam banir publicações obscenas sem violar a Constituição.
No entanto, o juiz Earl Warren discordou: "É o uso que determina a obscenidade, não a qualidade da arte. Fazer o contrário é censura prévia—viola a Constituição." O juiz William Douglas acrescentou: "Isso é censura na pior forma." Apesar das discordâncias, todas as cópias de Nights of Horror foram ordenadas a serem destruídas.]
Em 10 de setembro de 1954, o escritório do prefeito de Nova York entrou com uma moção para banir a venda de Nights of Horror. O comissário de polícia declarou que havia "uma relação direta entre os crimes sexuais e violentos na cidade e o tipo de conteúdo retratado no livro". Em 11 de setembro, o advogado Adrian P. Burke conseguiu uma ordem judicial para impedir cinco livrarias da Times Square de vender ou distribuir os livretos. As lojas tiveram que entregar suas cópias para destruição.

## Secret Identity: The Fetish Art of Superman's Co-Creator Joe Shuster
Após a proibição, algumas histórias e desenhos sobreviventes foram publicados sob títulos como Hollywood Detective e Rod Rule. Shuster, nunca indiciado ou nomeado nos julgamentos, continuou a criar arte, até para revistas pornográficas como Continental.
Em 2009, Craig Yoe publicou Secret Identity, revelando que encontrou uma cópia de Nights of Horror em "uma caixa de papelão empoeirada em uma banca de livros usados" e reconheceu imediatamente o estilo de Shuster. O livro inclui arte de todas as 16 edições de Nights of Horror, além de histórias de Hollywood Detective e Continental. Também detalha a história por trás do livro, desde os primórdios de Shuster até os julgamentos. Stan Lee, amigo de Siegel mas que nunca conheceu Shuster, escreveu o prefácio.

### Significado Histórico
Nights of Horror é um exemplo da censura generalizada nos EUA nos anos 1950. Os quadrinhos viraram bode expiatório para a delinquência juvenil. Em setembro de 1954, durante o julgamento da gangue e a proibição do livro, a Comics Magazine Association of America cedeu à pressão e criou o Comics Code Authority, um selo de autocensura que durou até 2011.
A Suprema Corte admitiu que o banimento de Nights of Horror era censura, mas afirmou que a pornografia não era protegida pela Primeira Emenda. O caso marcou um período de repressão cultural que moldou a indústria de quadrinhos por décadas.